# Doug Livingstone
Dugald Livingstone (Alexandria, 1898. február 25. – Marlow, 1981. január 15.), becenevén Duggie, Doug vagy Dug, skót labdarúgóhátvéd, edző.
A belga válogatott szövetségi kapitányaként részt vett az 1954-es labdarúgó-világbajnokságon.